# Список эпизодов телесериала «Царство»
Список серий американского телесериала «Царство», созданного Лори Маккарти и Стефани Сенгупта. Сериал выходил на The CW с 17 октября 2013 года по 16 июня 2017 года.

## Обзор сезонов
| Сезон | Сезон | Эпизоды | Оригинальная дата показа | Оригинальная дата показа |
| Сезон | Сезон | Эпизоды | Премьера сезона          | Финал сезона             |
| ----- | ----- | ------- | ------------------------ | ------------------------ |
|       | 1     | 22      | 17 октября 2013          | 15 мая 2014              |
|       | 2     | 22      | 2 октября 2014           | 14 мая 2015              |
|       | 3     | 18      | 9 октября 2015           | 20 июня 2016             |
|       | 4     | 16      | 10 февраля 2017          | 16 июня 2017             |

## Список серий

### Сезон 1 (2013-14)
| № общий | № в сезоне | Название                                       | Режиссёр        | Автор сценария                                                      | Дата премьеры   | Зрители в США (млн) |
| --- | ---------- | ---------------------------------------------- | --------------- | ------------------------------------------------------------------- | --------------- | ------------------- |
| 1 | 1          | «Pilot» «Пилотная серия»                       | Брэд Силберлинг | Лори МакКарти и Стефани СенГупта                                    | 17 октября 2013 | 1,98                |
| 1557 год. Пятнадцатилетняя Мария Стюарт (Аделаида Кейн), которая провела детство в монастыре, приезжает во Францию для помолвки с дофином Франциском (Тоби Регбо). Этот союз должен закрепить союз Шотландии и Франции. При дворе она встречает властную мать Франциска Екатерину Медичи (Миган Фоллоуз) и его незаконнорожденного сводного брата Баша (Торранс Кумбс). Вскоре Нострадамус (Россиф Сазерленд) делает пророчество — брак дофина с Марией будет стоить наследнику жизни.                       |            |                                                |                 |                                                                     |                 |                     |
| 2 | 2          | «Snakes in the Garden» «Змеи в саду»           | Мэтт Хастингс   | Лори МакКарти                                                       | 24 октября 2013 | 1,83                |
| Посол Англии Саймон Вестбрук (Люк Робертс) сообщает Марии, что его страна знает о хрупкости её союза с Франциском. Чтобы его переубедить, Мария и Франциск разыгрывают представление. Тем временем Екатерина планирует навсегда заставить замолчать тех, кто знает о её планах уничтожить Марию. |            |                                                |                 |                                                                     |                 |                     |
| 3 | 3          | «Kissed» «Первые поцелуи»                      | Холли Дейл      | Дорис Иган                                                          | 31 октября 2013 | 1,57                |
| Мария ищет помощь у короля Генриха (Алан Ван Спранг), когда Англия угрожает границам Шотландии, однако получает отказ. Португальский принц Томас (Маноло Кардона) предлагает Марии оказать помощь её стране в обмен на брак с ней. Тем временем Баш оказывается в опасности, когда Франциск даёт чувствам к Марии затуманить его разум. |            |                                                |                 |                                                                     |                 |                     |
| 4 | 4          | «Hearts and Minds» «Сердце и разум»            | Скотт Питерс    | П. K. Симондс                                                       | 7 ноября 2013   | 1,64                |
| Марии предоставляется шанс закончить помолвку с Франциском, однако для этого ей нужно будет солгать, тем самым приговорив человека к смерти. Тем временем Франциск и Баш сомневаются в чистоте намерений Томаса, что приводит к трагическому результату. |            |                                                |                 |                                                                     |                 |                     |
| 5 | 5          | «A Chill in the Air» «Похолодание»             | Брюс МакДональд | Дженни Снайдер Урман                                                | 14 ноября 2013  | 1,69                |
| Мария проводит много времени с Башем после того, как ко двору прибывает бывшая любовница Франциска Оливия (Яэль Гробглас). Еретики угрожают Башу, за то, что тот вмешался в их обряд крови. Екатерина шантажирует фрейлину Марии Эйли (Дженесса Грант), заставляя её шпионить за Марией. |            |                                                |                 |                                                                     |                 |                     |
| 6 | 6          | «Chosen» «Избранные»                           | Брэдли Уолш     | Венди Рисс Гатсионис                                                | 21 ноября 2013  | 1,81                |
| Екатерина принимает решительные меры в отношении Марии. Франциск, видя растущее влечение между Башем и Марией, проводит всё больше времени в обществе Оливии. Баш отправляется в лес к еретикам, чтобы выплатить свой долг. Кенна (Кейтлин Стэйси) сообщает Марии и другим фрейлинам о своей интрижке с королём. |            |                                                |                 |                                                                     |                 |                     |
| 7 | 7          | «Left Behind» «Забытое»                        | Джеремайя Чечик | Дрю Линдо                                                           | 5 декабря 2013  | 1,66                |
| Когда замок находится в осаде, Мария и Франциск должны забыть свои разногласия, чтобы спастись. Екатерина предлагает неожиданный способ спасения. Тем временем мать Баша Диана (Анна Уолтон) сообщает сыну о плане, в результате которого он станет законным сыном короля. |            |                                                |                 |                                                                     |                 |                     |
| 8 | 8          | «Fated» «Обречённые»                           | Фред Гербер     | Лори МакКарти                                                       | 12 декабря 2013 | 1,86                |
| Нострадамус сообщает Марии, что либо она, либо Франциск скоро умрут; это известие заставляет Марию предпринять решительные действия. Кларисса (Кэти Боланд) прилагает всё больше усилий, чтобы достичь своей цели, а Кенна сообщает Екатерине о планах Дианы узаконить Баша. |            |                                                |                 |                                                                     |                 |                     |
| 9 | 9          | «For King and Country» «За короля и отечество» | Хелен Шейвер    | История: Алан МакКаллох Телесценарий: Алан МакКаллох и Эдгар Лиалл  | 23 января 2014  | 1,74                |
| Марию и Баша ловят и возвращают в замок. Хотя Екатерина не хочет допустить сближения Марии и Франциска, Франциск, даже узнав о пророчестве, хочет жениться на Марии. Это вбивает между братьями клин, а Екатерина решает во что бы то ни стало уничтожить Марию. |            |                                                |                 |                                                                     |                 |                     |
| 10 | 10         | «Sacrifice» «Жертва»                           | Рэйчел Талалей  | П. K. Симондс и Дэниел Синклер                                      | 30 января 2014  | 1,62                |
| Екатерина организует покушение на Баша, однако оно проваливается, а подозрение падает на неё саму. Мария хочет освободить беременную крестьянку Изабель (Эми Форсайт), которая каким-то образом связана с Башем. Тем временем Лола (Анна Попплуэлл) шантажирует Екатерину, пытаясь заставить её прекратить разрушать отношения Баша и Марии. |            |                                                |                 |                                                                     |                 |                     |
| 11 | 11         | «Inquisition» «Инквизиция»                     | Майкл Рол       | Дорис Иган                                                          | 6 февраля 2014  | 1,64                |
| Король Генрих обвиняет Екатерину в государственной и супружеской изменах; ей грозит казнь. Екатерина предпринимает попытку спастись за счёт связей Баша с еретиками. Чтобы не допустить этого, Мария и Баш раскрывают тёмную тайну Екатерины. Тем временем Нострадамус объявляет, кем на самом деле является Кларисса. |            |                                                |                 |                                                                     |                 |                     |
| 12 | 12         | «Royal Blood» «Королевская кровь»              | Холли Дейл      | История: Венди Рисс Гатсионис Телесценарий: Алан МакКалох           | 27 февраля 2014 | 1,32                |
| После похищения младших детей Генриха и Екатерины, Баш и Мария вынуждены работать вместе с Екатериной для их спасения.Тем временем Лола пытается помочь брату с долгами и получает помощь от Франциска, что быстро их сближает. |            |                                                |                 |                                                                     |                 |                     |
| 13 | 13         | «The Consummation» «Консуммация»               | Фред Гербер     | Лори МакКарти                                                       | 6 марта 2014    | 1,75                |
| Свадьба Марии неизбежна и приближается, однако она сама должна решить, за кого выйдет замуж — за Франциска или Баша; тот, кого она выберет, станет наследником престола Франции. Пока Мария пытается слушать своё сердце, во Францию прибывает её мать Мария де Гиз (Эми Бреннеман), у которой есть собственные намерения относительно будущего дочери. |            |                                                |                 |                                                                     |                 |                     |
| 14 | 14         | «Dirty Laundry» «Позорные тайны»               | Норма Бейли     | История: Дрю Линдо Телесценарий: Эдгар Лиалл                        | 13 марта 2014   | 1,48                |
| Мария и Франциск возвращаются в замок после своего медового месяца. Баш находит Оливию, сбежавшую от Тьмы из леса, и обращается за помощью к Нострадамусу. Тем временем Мария узнаёт тайну Лолы и Франциска, а странное поведение Генриха начинает пугать семью и придворных. |            |                                                |                 |                                                                     |                 |                     |
| 15 | 15         | «The Darkness» «Тьма»                          | Стив ДиМарко    | Чарли Крейг                                                         | 20 марта 2014   | 1,61                |
| Приближается бал, на котором дамы по традиции встречаются с кавалерами. К ужасу Марии Лола отказывается принимать участие на вечере. Кенна, испугавшись за свою безопасность после очередного приступа Генриха, ищет помощи у Екатерины. Тем временем Баш намерен во что бы то ни стало раскрыть правду о Тьме, скрывающейся в лесу. |            |                                                |                 |                                                                     |                 |                     |
| 16 | 16         | «Monsters» «Монстры»                           | Джефф Ренфро    | Дрю Линдо и Венди Рисс Гатсионис                                    | 27 марта 2014   | 1,40                |
| Франциск вынужден помогать Башу в его борьбе со Тьмой, что ставит его жизнь под угрозу. Тем временем замок погружается в хаос, когда служанка Пенелопа (Кэтрин Прескотт) становится «Королевой на один день», а непредсказуемый Генрих становится одержим ею. Тем временем Грир (Селина Синден) видят целующейся с работником кухни Лейтом (Джонатан Кельтц) и это угрожает её репутации и будущему. |            |                                                |                 |                                                                     |                 |                     |
| 17 | 17         | «Liege Lord» «Сеньор»                          | Аллен Крокер    | Дорис Иган                                                          | 10 апреля 2014  | 1,23                |
| Марии становится известно о скрытом пункте брачного договора между ней и Франциском, авторами которого являются её мать Мария де Гиз и мать Франциска Екатерина. Мария, заручившись поддержкой Франциска настраивает Шотландию против королевы-регента, своей матери, и впервые ощущает себя королевой своей страны. |            |                                                |                 |                                                                     |                 |                     |
| 18 | 18         | «No Exit» «Без выхода»                         | Майк Рол        | Ханна Шнайдер                                                       | 17 апреля 2014  | 1,39                |
| Во Францию прибывает единокровный брат Марии Джеймс Стюарт, который просит сестру вернуться с ним в Шотландию. Франциск не доверяет ему и в конце концов раскрывает заговор, который уничтожил бы Марию. Это вбивает клин между братом и сестрой. Тем временем состояние Генриха стремительно ухудшается, а Пенелопа получает реальную власть; это вынуждает Екатерину и Кенну прибегнуть к решительным мерам. Лола сомневается в искренности предложения замужества от лорда Жульена (Джакомо Джианниотти). |            |                                                |                 |                                                                     |                 |                     |
| 19 | 19         | «Toy Soldiers» «Солдатики»                     | Крис Грисмер    | Майк Херро и Дэвид Штраус                                           | 24 апреля 2014  | 1,35                |
| Дядя Марии Кристиан (Гил Дарнелл) приезжает во Францию с новостями о том, что Мария де Гиз находится в замке, осаждённым шотландскими протестантами. Мария разрывается между долгом перед своей страной и долгом перед мужем. Тем временем Баш и Кенна привыкают к своему вынужденному браку и начинают относиться друг к другу с большей теплотой. |            |                                                |                 |                                                                     |                 |                     |
| 20 | 20         | «Higher Ground» «Высота»                       | Садз Сазерленд  | История: Дэвид Бабкок и Даниэль Синклер Телесценарий: Алан МакКалох | 1 мая 2014      | 1,42                |
| Чтобы спасти Шотландию, Мария обращается к наёмнику Джону (Тамо Пеникетт); она принимает то, что за безопасность её страны нужно заплатить кровью. Франциск ведёт людей против английских солдат и находит неожиданного союзника в лице Лейта. Лола сближается с лордом Жульеном, однако её не покидает беспокойство относительно него. |            |                                                |                 |                                                                     |                 |                     |
| 21 | 21         | «Long Live the King» «Да здравствует король»   | Джеремайя Чечик | Дрю Линдо и Венди Рисс Гатсионис                                    | 8 мая 2014      | 1,34                |
| Мария и Екатерина объединяются против обезумевшего Генриха, действия которого чуть не убили Франциска. Баш сталкивается с мальчиком, видевшим Тьму, и эта встреча заставляет его предпринять решительные действия относительно таинственного зла. Лорд Жульен открывает Лоле правду, и влюблённая в него Лола делает всё, чтобы защитить мужа, подвергая себя страшной опасности. |            |                                                |                 |                                                                     |                 |                     |
| 22 | 22         | «Slaughter of Innocence» «Заклание невинных»   | Дэвид Фрэйзи    | Лори МакКарти и Дорис Иган                                          | 15 мая 2014     | 1,23                |
| Мария и Франциск вынуждены предпринять срочные меры, когда безумие короля окончательно выходит из-под контроля. Их действия могут изменить ход истории. Тем временем Башу и Кенне угрожает смертельная опасность за пределами замка, когда за ними и мальчиком является Тьма; Лола также в опасности из-за тайны лорда Жульена. |            |                                                |                 |                                                                     |                 |                     |

### Сезон 2 (2014-15)
| № общий | № в сезоне | Название                                      | Режиссёр         | Автор сценария                   | Дата премьеры   | Зрители в США (млн) |
| --- | ---------- | --------------------------------------------- | ---------------- | -------------------------------- | --------------- | ------------------- |
| 23 | 1          | «The Plague» «Чума»                           | Фред Гербер      | Лои МакКарти                     | 2 октября 2014  | 1,01                |
| Король Франциск и королева Мария должны иметь дело с чумой, которая свирепствует во всём королевстве и замке. Франциск вместе с Лолой оказываются за воротами замка, закрытого на карантин. Тем временем среди дворян начинается борьба за власть, которая затрагивает Марию и Екатерину. Кенна, разлучённая с Башем, рискует жизнью, чтобы спасти мальчика. Грир поражена тем, что Лейт связан с Иветтой, дочерью её жениха лорда Каслроя (Майкл Терриоль). |            |                                               |                  |                                  |                 |                     |
| 24 | 2          | «Drawn and Quartered» «Четвертование»         | Фред Гербер      | Венди Рисс Гатсионис и Дрю Линдо | 9 октября 2014  | 1,09                |
| Могущественный лорд Нарцисс желает отомстить Марии за смерть своего сына, нацелившись на Марию, Франциска и Екатерину. Франциск возвращается в замок с Лолой и их новорожденным сыном в сопровождении Луи Конде (Шон Тил), что вызывает у Марии смешанные чувства. Грир разрывается между своим женихом лордом Каслроем и Лейтом, когда тот обвиняет Лейта в смерти своей дочери; в конце концов Каслрой покидает двор и Грир.                               |            |                                               |                  |                                  |                 |                     |
| 25 | 3          | «Coronation» «Коронация»                      | Холли Дейл       | Харли Пейтон                     | 16 октября 2014 | 1,27                |
| Во время голода во Франции начинаются религиозные и политические волнения. Мария пытается найти способ накормить голодающих, а Франциск думает, что дух убитого им отца вселился в живого человека и преследует его. Екатерина занята организацией пышной коронации, а Баш, тем временем, сталкивается с нищетой и голодом французского народа. |            |                                               |                  |                                  |                 |                     |
| 26 | 4          | «The Lamb and the Slaughter» «Заклание агнца» | Садс Сазерленд   | Лори МакКарти и Адель Лим        | 23 октября 2014 | 1,26                |
| Ночью пастух подвергается нападению неких всадников, и Баш вместе с принцем Конде начинают расследование произошедшего. Перед крещение внебрачного сына Франциска и Лолы, её отношения с Марией подвергаются проверке на прочность. Лейт возвращается ко двору, что побуждает Грир к действию, а Лола подозрительно относится к новой невесте лорда Нарцисса.                                                                                                |            |                                               |                  |                                  |                 |                     |
| 27 | 5          | «Blood for Blood» «Кровь за кровь»            | Норма Бэйли      | П.К. Симондс и Ненси Вон         | 30 октября 2014 | 1,23                |
| Противостояние между католиками и протестантами в Франции доходит до критической точки и выливается в кровопролитие. Баши и Лейт расследуют произошедшее и неожиданно выясняют секрет Каслроя, который ставит под угрозу не только его союз с Грир, но и жизнь. Тем временем Кенна находит дневник с записями о сексуальных похождениях одного из придворных и хочет свести его с Лолой.                                                                     |            |                                               |                  |                                  |                 |                     |
| 28 | 6          | «Three Queens» «Три королевы»                 | Стив ДиМарко     | Дорис Иган                       | 6 ноября 2014   | 1,33                |
| В городе Екатерина и Мария сталкиваются с толпой мятежных крестьян и вынуждены скрываться в лесу. Франциск отправляет Баша и Конде спасти свою мать и жену; они обнаруживают что к восстанию привели действия мошенников, прикрывающихся короной. Лола раздумывает над предложением лорда Нарцисса. |            |                                               |                  |                                  |                 |                     |
| 29 | 7          | «The Prince of the Blood» «Принц крови»       | Дебора Чоу       | Венди Рисс Гатсионис и Дрю Линдо | 13 ноября 2014  | 1,19                |
| В замок приезжает сестра Франциска, беззаботная и распущенная принцесса Клод (Роуз Уильямс). Нарцисс давит на Франциска, заставляя того поставить под угрозу свою жену и трон. Тем временем Мария находит союзника в лице принца Конде; Кенна думает, что подружилась с Клод, что оказывается совсем не так; а Грир возвращается из свадебного путешествия.                                                                                                  |            |                                               |                  |                                  |                 |                     |
| 30 | 8          | «Terror of the Faithful» «Устрашение верных»  | Чарльз Бинам     | Адель Лим и Мелоди Фокс          | 20 ноября 2014  | 1,10                |
| Напряжённость в отношениях между Франциском и Марией растёт после действий инквизиции Ватикана. Тем временем принца Конде похищают; Екатерина пытается выдать принцессу Клод замуж; а Лола отправляется на прогулку с лордом Нарциссом, которая имеет неожиданные последствия. |            |                                               |                  |                                  |                 |                     |
| 31 | 9          | «Acts of War» «Военные действия»              | Фред Гербер      | Лори МакКарти и Ненси Вон        | 4 декабря 2014  | 1,22                |
| Баш и Франциск объединяются, чтобы избавиться от влияния лорда Нарцисса. Мария, пытаясь установить мир в королевстве, хочет поженить протестанта принца Конде и католичку принцессу Клод. Грир неожиданно для себя обнаруживает, что связана с протестантами из-за мужа. |            |                                               |                  |                                  |                 |                     |
| 32 | 10         | «Mercy» «Милосердие»                          | Рич Ньювей       | Венди Рисс Гатсионис и Дрю Линдо | 11 декабря 2014 | 1,42                |
| Восставшие нападают на замок, и их действия заставляют взбешённого Франциска радикально изменить свой политический курс. Он ищет сбежавшего лорда Нарцисса, а Мария, тем временем, объединяется с принцем Конде. Лейт хочет, чтобы связанная с протестантами Грир спасалась, сбежав из страны, а к Екатерине приходит неожиданный гость. |            |                                               |                  |                                  |                 |                     |
| 33 | 11         | «Getaway» «Бегство»                           | Дэниел Синклер   | Линн Стопкевич                   | 22 января 2015  | 1,16                |
| Мария делает всё возможное, чтобы спасти принца Конде, когда узнаёт, что из-за метки Тёмных Всадников за ним охотится Ватикан. Тем временем Кенна рассказывает Клод о планах Екатерины относительно неё, а Франциск подвергает Баша смертельной опасности из-за своего плана по уничтожению Тёмных Всадников. |            |                                               |                  |                                  |                 |                     |
| 34 | 12         | «Banished» «Отверженные»                      | Лариса Кондраки  | Челси Лора                       | 29 января 2015  | 1,02                |
| Грир рассказывает Марии всю правду и вынуждает её сделать нечто невозможное. Тем временем между принцем Конде и Франциском возрастает напряжённость из-за Марии, а Клод ищет настоящего убийцу своих сестёр-близняшек. В замок возвращается мать Баша, Диана, и сталкивается с Екатериной. |            |                                               |                  |                                  |                 |                     |
| 35 | 13         | «Sins of the Past» «Грехи прошлого»           | Дебора Чоу       | Дорис Иган и Мелоди Фокс         | 5 февраля 2015  | 0,97                |
| Во время подготовки праздника брат Конде Антуан де Бурбон (Бен Элдридж) рассказывает Марии и Франциску план мести Англии. До Баша доходят служи о «нежити», которую видели крестьяне в деревне; расследование приводит его к «женщине в белом» (Александра Ордолис). Тем временем Екатерина находит причину своих галлюцинаций. |            |                                               |                  |                                  |                 |                     |
| 36 | 14         | «The End of Mourning» «Конец скорбей»         | Натаниель Гудман | Лори МакКарти и Ненси Вон        | 12 февраля 2015 | 1,03                |
| Мария и Франциск ищут того, кто стоит за отравлением короля Генриха, и неожиданно выясняют тайну, которая заставляет Марию сомневаться в чувствах к Конде. Тем временем возвращается Кристиан де Гиз и Екатерина оказывается в любовном треугольнике, заставляя Нарцисса совершить нечто ужасное. |            |                                               |                  |                                  |                 |                     |
| 37 | 15         | «Forbidden» «Запретный плод»                  | Чарльз Бинам     | Лори МакКарти и Ненси Вон        | 19 февраля 2015 | 1,03                |
| Мать Марии и королева-регент Шотландии приезжает во Францию, чтобы предупредить дочь об опасности для её трона. Мария предпринимает решительные шаги относительно Конде, чтобы исправить своё положение в Шотландии. Тем временем Франциск сближается с Лолой, а Антуан делает Кенне заманчивое предложение. |            |                                               |                  |                                  |                 |                     |
| 38 | 16         | «Tasting Revenge» «Вкус мести»                | Ли Роуз          | П. К. Симондс и Дрю Линдо        | 12 марта 2015   | 0,96                |
| По стране распространяются слухи, что король Франциск и королева Мария отдалились друг от друга, поэтому дворяне присылают своих дочерей ко двору в надежде, что Франциск выберет себе фаворитку. Тем временем брак Баша и Кенны рушится окончательно, когда Баш узнаёт о предательстве жены, а Лейт узнаёт, что Грир теперь является хозяйкой борделя. |            |                                               |                  |                                  |                 |                     |
| 39 | 17         | «Tempting Fate» «Искушая судьбу»              | Судз Сезерленд   | Лиза Рэндольф                    | 19 марта 2015   | 1,09                |
| Екатерина подозревает Марию в связи с Конде, и тайна измены Марии грозит раскрыться. Тем временем Франциск тяжело заболевает, а жизнь Баша висит на волоске. Лейт признаётся в любви Грир, однако теперь должен быть телохранителем Клод, что усложняет отношения между ними. |            |                                               |                  |                                  |                 |                     |
| 40 | 18         | «Reversal of Fortune» «Превратности судьбы»   | Энн Уилер        | Дрю Линдо и Венди Рисс Гатсионис | 16 апреля 2015  | 1,01                |
| Франциск при смерти, и главой Франции становится Мария; она понимает, что эта власть может помочь ей в Шотландии. Екатерина использует лорда Нарцисса, чтобы обыграть Марию. Тем временем Баша спасает Дельфина, являющаяся «женщиной в белом», и он встречает в деревне Клариссу. |            |                                               |                  |                                  |                 |                     |
| 41 | 19         | «Abandoned» «Покинутый»                       | Дебора Чоу       | Ненси Вон и Роберт Доти          | 23 апреля 2015  | 0,82                |
| Пока Мария остаётся во Франции с больным Франциском, Конде в тайне заключает союз с Англией — он станет консортом Елизаветы. Тем временем Кенна сближается с генералом Рено (Винсент Нэппо), а Баш, тем временем, становится всё ближе с Дельфиной. |            |                                               |                  |                                  |                 |                     |
| 42 | 20         | «Fugitive» «Беглец»                           | Норма Бэйли      | Дорис Иган и Дэниел Синклер      | 30 апреля 2015  | 0,84                |
| Мария, чьё сердце разбило предательство Конде, тем не менее пытается остановить Франциска в его попытках поймать принца-изменника. Тем временем Екатерина всё больше ревнует лорда Нарцисса к Лоле; Кенна влюбляется в генерала Рено; а решение, принятое Грир, угрожает навсегда закончить её отношения с Лейтом. |            |                                               |                  |                                  |                 |                     |
| 43 | 21         | «The Siege» «Осада»                           | Энди Микита      | Аделе Лим и Лиза Рэндольф        | 7 мая 2015      | 0,97                |
| Войска Конде осаждают замок, и перед нависшей угрозой Франциск с Марией должны на время отложить в сторону свои разногласия. Генерал Рено вынужден присоединиться к Конде, что заканчивается его арестом. Тем временем Екатерина мстит Нарциссу за его поцелуй с Лолой, а Баш решает привести Дельфину в замок. |            |                                               |                  |                                  |                 |                     |
| 44 | 22         | «Burn» «Пламя»                                | Фред Гербер      | Лори МакКарти и Ненси Вон        | 14 мая 2015     | 0,83                |
| Мария идёт на отчаянный шаг, чтобы спасти Францию — даже Франциск считает, что она предала его. Изгнанная Екатерина отправляется в Англию, где получает аудиенцию у королевы Елизаветы (Рэйчел Скарстен), которой предлагает план по уничтожению Марии. Тем временем беременная от генерала Рено Кенна принимает решение, которое навсегда изменит её жизнь и повлияет на Баша.                                                                              |            |                                               |                  |                                  |                 |                     |

### Сезон 3 (2015-16)
| № общий | № в сезоне | Название                                             | Режиссёр         | Автор сценария                   | Дата премьеры   | Зрители в США (млн) |
| --- | ---------- | ---------------------------------------------------- | ---------------- | -------------------------------- | --------------- | ------------------- |
| 45 | 1          | «Three Queens, Two Tigers» «Три королевы, два тигра» | Холли Дейл       | Лори МакКарти                    | 9 октября 2015  | 0,95                |
| Мария пытается удержать власть в Шотландии под напором Елизаветы, заручившейся поддержкой Екатерины. Тем не менее обе королевы не могут полностью посвятить себя вопросам правления: Мария беспокоится за жизнь Франциска, а Елизавета вновь встречается с любовью всей жизни, Робертом Дадли (Чарли Каррик).                                                                                                |            |                                                      |                  |                                  |                 |                     |
| 46 | 2          | «Betrothed» «Суженый»                                | Фред Гербер      | Лиза Рэндольф                    | 16 октября 2015 | 1,00                |
| Екатерину бросают в тюрьму во Франции, а Елизавета вынуждена иметь дело с последствиями своего скоротечного союза с Екатериной в Англии. Мария должна принять трудное решение ради будущего Шотландии, а Лола, тем временем, пытается совладать со вспыхнувшими чувствами к лорду Нарциссу. |            |                                                      |                  |                                  |                 |                     |
| 47 | 3          | «Extreme Measures» «Крайние меры»                    | Холли Дейл       | Дрю Линдо и Венди Рисс Гатсионис | 23 октября 2015 | 0,90                |
| Мария вынуждена помогать Франциску скрывать свою болезнь при дворе из-за визита Антуана де Бурбона. Их трон находится в огромной опасности, однако помощь приходит из неожиданного источника. |            |                                                      |                  |                                  |                 |                     |
| 48 | 4          | «The Price» «Цена»                                   | Натаниэль Гудман | Эйприл Блэр и Роберт Доти        | 6 ноября 2015   | 0,94                |
| После новостей из Шотландии от своей больной матери Марии де Гиз, королева Мария просит помощи у Франциска. В случает смерти Франциска, королём становится его малолетний брат Карл (Спенсер Макферсон); Екатерина против того, чтобы регентом при нём был лорд Нарцисс. Тем временем дворяне хотят, чтобы Елизавета как можно скорее вышла замуж.                                                           |            |                                                      |                  |                                  |                 |                     |
| 49 | 5          | «In a Clearing» «Просветление»                       | Дебора Чоу       | Шеннон Госс                      | 13 ноября 2015  | 1,03                |
| Мария решает отказаться от претензий на трон Англии и навсегда остаться с выздоровевшим Франциском во Франции. Екатерина встречается с вернувшимся Нострадамусом, которому было видение относительно судьбы Франциска. |            |                                                      |                  |                                  |                 |                     |
| 50 | 6          | «Fight or Flight» «Борьба или бегство»               | Чарльз Бинам     | Лиза Рэндольф                    | 20 ноября 2015  | 1,09                |
| После смерти Франциска Мария понимает, что должна помочь Екатерине добиться регентства при малолетнем Карле, даже если её выбор навредит Шотландии. Клод хочет найти для Лейта невесту, а Елизавета отказывается смириться с вероятной потерей Дадли. |            |                                                      |                  |                                  |                 |                     |
| 51 | 7          | «The Hound and the Hare» «Пёс и заяц»                | Энн Уилер        | Бен Юн Ким и Эрика Липполдт      | 4 декабря 2015  | 1,04                |
| Испанский принц Дон Карлос (Марк Ганиме) приезжает во Францию с намерением женится на овдовевшей Марии. Раскрыв интимную тайну Дона Карлоса, Мария обращается за советом к Екатерине. Ко французскому двору прибывает Гидеон Блэкбёрн (Бен Гюренс), новый посол Англии; вскоре у Марии возникают сомнения относительно его истинных целей. Тем временем Баш преследует таинственного убийце до борделя Грир. |            |                                                      |                  |                                  |                 |                     |
| 52 | 8          | «Our Undoing» «Наша погибель»                        | Ли Роуз          | Гретчен Дж. Берг и Аарон Харбетс | 8 января 2016   | 1,10                |
| Мария принимает решение ради блага Шотландии выйти замуж за Дона Карлоса даже после произошедшего с ним. Екатерину обвиняют в отравлении Франциска; Мария, к ужасу Лолу, обвиняет лорда Нарцисса в том, что он подставил Екатерину, чтобы стать регентом при Карле. |            |                                                      |                  |                                  |                 |                     |
| 53 | 9          | «Wedlock» «Супружество»                              | Норма Бейли      | Венди Рисс Гатсионис и Дрю Линдо | 15 января 2016  | 1,10                |
| Мария начинает думать, что Дон Карлос симулирует своё состояние после инцидента и заручается поддержкой Гидеона, чтобы узнать правду. Елизавета узнаёт нечто, что может изменить всё её правление в Англии, и заставляет Дадли принять важное решение. Тем временем Нарцисс насильно выдаёт Клод замуж. |            |                                                      |                  |                                  |                 |                     |
| 54 | 10         | «Bruises That Lie» «Фальшивые синяки»                | Миган Фоллоуз    | П.К. Симондс                     | 22 января 2016  | 1,24                |
| Мария хочет заполучить потенциальных сильных союзников и, одновременно, сопротивляется растущим чувствам к Гидеону. Елизавата и Грир остаются одни и с разбитыми сердцами, а Екатерина и Нарцисс используют все методы в своей борьбе за власть. Тем временем в первую брачную ночь Клод борется за собственную жизнь.                                                                                       |            |                                                      |                  |                                  |                 |                     |
| 55 | 11         | «Succession» «Преемственность»                       | Чарльз Бинам     | Эйприл Блэр                      | 25 апреля 2016  | 0,92                |
| По мере того, как приближается коронация Карла, Мария вынуждена искать подходящую для себя партию. В Англии Лоле становится известно имя отравителя, покушавшегося на Елизавету, а на Екатерину охотится серийный убийца, скрывающийся в замке. |            |                                                      |                  |                                  |                 |                     |
| 56 | 12         | «No Way Out» «Выхода нет»                            | Фред Гербер      | Венди Рисс Гатсионис             | 2 мая 2016      | 0,96                |
| Мария с Гидеоном попадают в беду и, чтобы спасти собственную жизнь, Мария возможно должна пожертвовать своим кузеном. В Англии Лола и Елизавета к собственному удивлению становятся союзниками, а Екатерину преследует прошлое. |            |                                                      |                  |                                  |                 |                     |
| 57 | 13         | «Strange Bedfellows» «Странная парочка»              | Норма Бейли      | Шеннон Госс                      | 9 мая 2016      | 0,78                |
| Мария, вынужденная защищать жизнь Елизаветы, ставит жизнь Гидеона на карту. Чтобы выручить Гидеона из беды, она обращается за помощью к прибывшему ко французскому двору Роберту Дадли. Тем временем Баш отправляется на человека, угрожающего Екатерине. |            |                                                      |                  |                                  |                 |                     |
| 58 | 14         | «To the Death» «До смерти»                           | Майкл Макгоуэн   | Лили Спаркс                      | 16 мая 2016     | 0,76                |
| Мария понимает, что вскоре ей придётся вернуться в Шотландию, так как её трон под угрозой. Она заручается поддержкой Баша и вместе они собирают армию. Елизавета, в попытке больше разузнать о собственной матери, обращается к Лоле, что имеет неприятные последствия для бывшей фрейлины Марии. |            |                                                      |                  |                                  |                 |                     |
| 59 | 15         | «Safe Passage» «Безопасный проход»                   | Стюарт Гиллард   | Дрю Линдо                        | 23 мая 2016     | 0,95                |
| Лола сообщает Марии, что у той есть возможность безопасно приплыть в Шотландию, однако действовать надо очень быстро. Тем временем Екатерину обвиняют в убийстве, которого она не совершала, и в свете этих событий Мария должна принять важное решение: остаться и помочь Екатерине или воспользоваться шансом и отправиться в Шотландию.                                                                   |            |                                                      |                  |                                  |                 |                     |
| 60 | 16         | «Clans» «Кланы»                                      | Фред Гербер      | Гретчен Дж. Берг и Аарон Харбетс | 6 июня 2016     | 0,96                |
| После кораблекрушения Баш и Мария выживают, однако должны скрывать своё имя, потому что среди глав кланов есть предатели и она не может знать, кому можно доверять. Лола помогает Елизавете, оказавшейся в сложной ситуации, однако это заставляет Елизавету задуматься об истинных целях Лолы. Тем временем Карл организовывает заговор, чтобы лишить свою мать-регента власти.                             |            |                                                      |                  |                                  |                 |                     |
| 61 | 17         | «Intruders» «Злоумышленники»                         | Ли Роуз          | Эйприл Блэр и Дрю Линдо          | 13 июня 2016    | 0,81                |
| Королеву Марию объявляют погибшей в кораблекрушении; Елизавета видит в этом шанс получить трон Шотландии и заручается поддержкой Лолы. Единокровный брат Марии Джеймс делает всё возможное, чтобы защитить трон Шотландии от Джона Нокса (Джонатан Гоад). Тем временем Мария и Баш попадают в руки могущественного лидера шотландского клана Манро (Джон Барроумэн), который жаждет Марии смерти.            |            |                                                      |                  |                                  |                 |                     |
| 62 | 18         | «Spiders in a Jar» «Пауки в банке»                   | Дебора Чоу       | Лори МакКарти                    | 20 июня 2016    | 0,93                |
| В Шотландии Мария идёт на отчаянный шаг, чтобы спасти свой трон. Тем временем в Англии Лолу обвиняют в покушении на Елизавету и приговаривают к казни, а во Франции Карл расплачивается за неустанное стремление своей матери к власти. |            |                                                      |                  |                                  |                 |                     |

### Сезон 4 (2017)
| № общий | № в сезоне | Название                                        | Режиссёр       | Автор сценария                   | Дата премьеры   | Зрители в США (млн) |
| --- | ---------- | ----------------------------------------------- | -------------- | -------------------------------- | --------------- | ------------------- |
| 63 | 1          | «With Friends Like These» «С друзьями как эти»  | Стюарт Гиллард | Венди Рисс Гатсионис и Дрю Линдо | 10 февраля 2017 | 0,78                |
| После встречи с Джоном Ноксом Мария не знает кому можно доверять и подвергает брата Джеймса проверке, чтобы быть уверенной в его верности. Елизавета помогает Генриху Стюарту, лорду Дарнли (Уилл Кемп), чтобы разрушить планы Марии в Шотландии. |            |                                                 |                |                                  |                 |                     |
| 64 | 2          | «A Grain of Deception» «Зерно обмана»           | Фред Гербер    | Пэтти Карр и Лара Олсен          | 17 февраля 2017 | 0,67                |
| Мария понимает, что в рядах её союзников находится предатель и делает всё возможное, чтобы разоблачить его. В Англии Елизавета вербует лорда Нарцисса, чтобы использовать его в своих целях. Тем временем во Франции Екатерина идёт на отчаянные меры, чтобы вернуть утраченную власть.                                                                          |            |                                                 |                |                                  |                 |                     |
| 65 | 3          | «Leaps of Faith» «Прыжки веры»                  | Чарльз Бинам   | Эйприл Блэр и Лори МакКарти      | 24 февраля 2017 | 0,59                |
| В Шотландии Гидеон предлагает Марии насладится той жизнью, которой она могла бы жить, если бы предпочла личное счастье интересам своей страны. Тем временем во Франции Екатерина борется с неадекватным поведением короля Карла, а Клод сталкивается с новым врагом — старшей сестрой королевой Лизой (Анастасия Филлипс), женой испанского короля Филиппа.      |            |                                                 |                |                                  |                 |                     |
| 66 | 4          | «Playing with Fire» «Игра с огнём»              | Фред Гербер    | Джон Дж. Сакмар и Кенни Ленхарт  | 3 марта 2017    | 0,64                |
| Генрих Стюарт неожиданно приезжает в Шотландию, тем самым заставляя Марию задуматься о потенциальном брачном союзе. Тем временем во Франции Екатерина ищет для Клод нового жениха, а Елизавета в Англии привлекает на свою сторону новых союзников. |            |                                                 |                |                                  |                 |                     |
| 67 | 5          | «Highland Games» «Игры горцев»                  | Майкл Макгоуэн | Роберт Доти                      | 17 марта 2017   | 0,76                |
| Мария сомневается насчёт истинных намерений Генриха Стюарта, что вынуждает его доказать свою преданность королеве Шотландии. Во Франции Екатерина и лорд Нарцисс вынуждены сотрудничать, чтобы восстановить репутацию короля Карла после его недавних странных выходок, пошатнувших его власть в стране.                                                         |            |                                                 |                |                                  |                 |                     |
| 68 | 6          | «Love & Death» «Любовь и смерть»                | Миган Фоллоуз  | Дрю Линдо и Венди Рисс Гатсионис | 24 марта 2017   | 0,75                |
| Мария имеет дело с политической стороной последствий потенциального брачного союза с лордом Дарнли. Тем временем Клод получает заманчивое предложение; Елизавета помогает Гидеону; а король Карл исчезает, бросаю Екатерину одну. |            |                                                 |                |                                  |                 |                     |
| 69 | 7          | «Hanging Swords» «Мечи на стене»                | Ли Роуз        | Крис Этвуд и Камран Паша         | 31 марта 2017   | 0,66                |
| Помолвка с Марией оказывается на волоске после того, когда королева узнаёт о том, что Дарнли продолжает встречаться с Кирой (Сара Гарсиа). Елизавета узнаёт, что её очередной план уничтожить Марию обернулся против неё. Тем временем во Франции Екатерина и лорд Нарцисс находят Карла и пытаются уговорить его вернуться в замок и к своим обязанностям.      |            |                                                 |                |                                  |                 |                     |
| 70 | 8          | «Uncharted Waters» «Неизведанные воды»          | Фред Гербер    | Бен Юн Ким и Эрика Липполдт      | 7 апреля 2017   | 0,71                |
| Свадьба Марии и Дарнли приближается, однако после страшной трагедии, различившей будущих супругов, королева Шотландии обращается за помощью к Екатерине. Тем временем к английскому двору является изменник, бежавший из Испании, и предлагает королеве Елизавете финансировать экспедицию в Новый Свет.                                                         |            |                                                 |                |                                  |                 |                     |
| 71 | 9          | «Pulling Strings» «Дергать за ниточки»          | Энди Макита    | Эйприл Блэр и Лори МакКарти      | 14 апреля 2017  | 0,63                |
| Мария и Генрих Стюарт вступают в брак на пышной церемонии бракосочетания; выбор Марии оказывается политически верным решением. Тем временем Елизавета делает всё возможное, чтобы удержать власть в Англии, а Джеймс Стюарт узнаёт подробности прошлого Грир. |            |                                                 |                |                                  |                 |                     |
| 72 | 10         | «A Better Man» «Лучший человек»                 | Доун Уилкинсон | Джон Дж. Сакмар и Кенни Ленхарт  | 28 апреля 2017  | 0,68                |
| Пока Мария разрабатывает план по захвату Английского престола, Елизавета ищет для себя подходящего супруга. Тем временем Джеймс попадается в ловушку Джона Нокса и вынужден столкнуться с последствиями своих решений. |            |                                                 |                |                                  |                 |                     |
| 73 | 11         | «Dead of Night» «Мертвецы в ночи»               | Дебора Чоу     | Венди Рисс Гатсионис и Дрю Линдо | 5 мая 2017      | 0,69                |
| Мария и лорд Дарнли приводят свой план по захвату английского трона в действия так и не уладив свои разногласия. В Англии Елизавета ищет подходящего католика, чтобы заключить с ним брак, однако ей мешают растущие чувства к Гидеону. Во Франции сын Екатерины Генрих (Ник Слэйтер) пытается свергнуть Карла, заручившись поддержкой лорда Нарцисса и Испании. |            |                                                 |                |                                  |                 |                     |
| 74 | 12         | «The Shakedown» «Землетрясение»                 | Норма Бейли    | Пэтти Карр и Лара Олсен          | 12 мая 2017     | 0,76                |
| Во Франции происходит землетрясение; Джон Нокс не упускает случая обвинить Марию в том, что она не помогает своему народу справляться с последствиями катастрофы. Тем временем Карл принимает решение, которое влечёт за собой неприятные последствия, а Елизавета вынуждена прибегнуть к решительным действиям после того, как её видят в обществе Гидеона.     |            |                                                 |                |                                  |                 |                     |
| 75 | 13         | «Coup de Grace» «Последний удар»                | Миган Фоллоуз  | Джон Дж. Сакмар и Кенни Ленхарт  | 19 мая 2017     | 0,71                |
| Лорд Данри и Джон Нокс объединяются, чтобы свергнуть Марию с трона Шотландии. В Англии будущий муж Елизаветы эрцгерцог Фердинанд Австрийский (Стив Байерс) требует от Елизаветы изгнания Гидеона, а во Франции Карл прибегает к решительным мерам относительно своего мятежного младшего брата Генриха.                                                          |            |                                                 |                |                                  |                 |                     |
| 76 | 14         | «A Bride. A Box. A Body.» «Невеста. Гроб. Тело» | Энди Макита    | Эйприл Блэр и Роберт Доти        | 2 июня 2017     | 0,74                |
| В Шотландии Мария преследует заговорщиков, которые хотели свергнуть её с трона, а в Англии план Елизаветы терпит сокрушительную неудачу, переворачивая весь мир королевы вверх дном. |            |                                                 |                |                                  |                 |                     |
| 77 | 15         | «Blood in the Water» «Кровь в воде»             | Чарльз Бинам   | Дрю Линдо и Венди Рисс Гатсионис | 9 июня 2017     | 0,67                |
| Мария рожает сына Якова, однако роды проходят тяжело и угрожают жизни и матери и ребёнка. Тем временем в Англии Елизавета с ужасом обнаруживает, что виновник гибели дорогого ей человека всё это время был рядом с ней. |            |                                                 |                |                                  |                 |                     |
| 78 | 16         | «All it Cost Her...» «Чего это ей стоило...»    | Холли Дейл     | Эйприл Блэр и Лори МакКарти      | 16 июня 2017    | 0,75                |